# NGC 852
NGC 852 é uma galáxia espiral barrada (SBbc) localizada na direcção da constelação de Eridanus. Possui uma declinação de -56° 44' 12" e uma ascensão recta de 2 horas, 08 minutos e 55,2 segundos.
A galáxia NGC 852 foi descoberta em 27 de Outubro de 1834 por John Herschel.